# اینار هرتس‌اشپرونگ
اینار هرتس‌اشپرونگ (به دانمارکی: Ejnar Hertzsprung)؛ (۸ اکتبر ۱۸۷۳ – ۲۱ اکتبر ۱۹۶۷) شیمی‌دان و اخترشناس برجستهٔ دانمارکی است که سال‌ها در رصدخانه لَیدن در هلند؛ یکی از قدیمی‌ترین رصدخانه‌های هنوز برپای دانشگاهی جهان است٬ فعالیت داشت. همکاری‌های او با اخترشناس بنام هنری نوریس راسل در سال‌های ۱۹۱۱-۱۹۱۳ در پیشبرد نمودار هرتسپرونگ-راسل که از پایه‌های اخترفیزیک شناخته شده٬ او را به جهان شناساند و در شمار اخترشناسان بزرگ قرار داد. به پاس کارهای ارزشمند این دو نفر نمودار یاد شده بنام آن‌ها نامگذاری شد. این اخترشناس همچنین مدال طلائی انجمن سلطنتی اختر شناسان را در سال ۱۹۲۹ و مدال بوروس یا انجمن اختر شناسان پاسیفیک را در سال ۱۹۳۷ دریافت کرد. دهانه برخوردی بسیار بزرگ هرتس‌اشپرونگ در کره ماه نیز از سوی اتحادیه بین‌المللی اخترشناسی (IAU) به نام این اخترشناس نامگذاری شده است.
هرتس‌اشپرونگ دانشمندی سخت پرکار بود و در برابر کارها و کمک‌های برجسته‌اش به اخترشناسی در یازده انجمن بین‌المللی علمی و فرهنگی در اروپا و آمریکا عضو انتخابی بود. او از دانشگاه‌های اوترخت (به هلندی: Utrecht) در(۱۹۲۳)، کپنهاگ(۱۹۴۶)، پاریس (۱۹۴۷)، دکترای افتخاری دریافت کرد. مدال اوله رومر کپنهاگ که به افتخار اوله کریستنسن رومر اخترشناس دانمارکی سدهٔ هفدهم و نخستین کسی که سرعت نور را اندازه گرفت پایه‌گذاری شده نیز در سال ۱۹۵۹ میلادی به او داده شد.